# بنغن أم راين
بِنغِن أم راين أو بينغن أم راين (بالألمانية: Bingen am Rhein) هي بلدة ألمانية تقع في ألمانيا في Mainz-Bingen. يقدر عدد سكانها بـ 26,048 نسمة .

## أعلام
- كارل هاينز كامب
- جوزيف جوناس
- سوات سيردار
- توماس كلينغ
- تينا يورك
- هايدغارد بنجين